# Archos
Archos ([ɑː(ɹ)koʊs]) – francuska firma produkująca elektronikę, głównie PMP (ang. portable media player), dyski twarde i PDA. Firma została założona w 1988 roku przez Henriego Crohasa.